# ماجراهای دانی
ماجراهای دانی با نام اصلی سفرهای زیاد خیالی ممی(به ژاپنی: ミームいろいろ夢の旅، به انگلیسی: The Many Dream Journeys of Meme)، یک مجموعه تلویزیونی انیمه است محصول کشور ژاپن، به کارگردانی کازویوشی یوکوتا و ساخت استودیوی نیپون انیمیشن است. این مجموعه از آوریل ۱۹۸۳ تا سپتامبر ۱۹۸۵ به تعداد ۱۲۷ قسمت در شبکهٔ تی‌بی‌اس پخش شد. همچنین این سری از صدا و سیمای جمهوری اسلامی ایران در دهه هفتاد شمسی پخش شد.
قسمت‌های این مجموعه آموزشی، معمولاً به اکتشافات علمی و اختراعات می‌پرداخت و گاه دربرگیرندهٔ داستان‌های علمی تخیلی و آینده نگری بود.

## اشخاص مشهور در این سریال انیمیشنی
- اینشتین
- الکساندر فلمینگ
- الکساندر گراهام بل
- آلفرد وگنر
- چارلز داروین
- گالیلئو گالیله
- آیزاک نیوتن
- جیمز وات[۱]